# Gustaf Dunér
Gustaf (Gösta) Johan Anton Dunér, född den 20 december 1840 i Billeberga församling, Malmöhus län, död den 11 juli 1924 i Hörby köping, var en svensk läkare. Han var bror till astronomen Nils Dunér.
Dunér blev medicine doktor vid Lunds universitet 1874, överfältläkare, och var ledamot av Medicinalstyrelsen 1896–1906. Dunér deltog som chefsläkare vid ett fältlasarett i rysk-turkiska kriget 1877–1878 och utsändes 1879 av staten till södra Ryssland för studier av den där då härjande pesten. Dunér företog även senare talrika studieresor inom Europa. Han nedlade ett stort arbete på förbättringar av svensk militärsjukvård. Dunér invaldes som ledamot av Krigsvetenskapsakademiens andra klass 1881.